# Route nationale 273
Die Route nationale 273, kurz N 273 oder RN 273, war eine französische Nationalstraße, die 1978 als Verbindung zwischen Beure und Saint-Ferjeux-Rosemont, einem Stadtquartier von Besançon, angelegt wurde. Am 9. Juni 2011 wurde der Streckenverlauf der Route nationale 273 Teil der Route nationale 57.
Die nur drei Kilometer kurze Verbindung (mit dem Namen Boulevard Ouest) ist größtenteils vierspurig angelegt. 